# Rhodothamnus sessillifolius
Rhodothamnus sessillifolius är en ljungväxtart som beskrevs av Peter Hadland Davis. Rhodothamnus sessillifolius ingår i släktet Rhodothamnus och familjen ljungväxter. Inga underarter finns listade i Catalogue of Life.